# W poslednij raz (singel)
W poslednij raz (ros. В последний раз, pol. Ostatni raz) – singel białoruskiego piosenkarza Timy Belorusskih. Został wydany 21 sierpnia 2020 roku przez białoruską wytwórnię Kaufman Label. Utwór został napisany samodzielnie przez artystę.

## Premiera
Sam utwór nie został wcześniej zapowiedziany zwiastunem, tak jak było to w przypadku pozostałych singli wydanych w tym okresie przez muzyka.
Premiera wersji audio utworu „W poslednij raz” odbyła się za pośrednictwem serwisów streamingowych 21 sierpnia 2020 roku. 

## Odbiór
Media oraz fani piosenkarza po wydaniu singla sugerowali, że tekst utworu odnosi się do wówczas trwających protestów na Białorusi. Pisano także, że jest to dosłowny protest w wykonaniu muzyka. Te domysły argumentowano wersami takimi jak: „Jesteśmy za siebie odpowiedzialni”, „Śpię jak kret, potem śpię jak czołg / W imieniu nas, w imieniu tych, którzy tam są”, „Mamo, ja żyję i chcę tak żyć dalej".
Artysta nie ustosunkował się do tych komentarzy, lecz popierał inicjatywy protestów, a także za pośrednictwem serwisu społecznościowego Instagram napisał: 

Kiedyś przyjąłem pseudonim na cześć całego kraju w imię, aby jak najwięcej osób mogło dowiedzieć się o tak pięknym miejscu, jakim jest Białoruś. Dziś ze łzami w oczach piszę - Jestem dumny, dumny, dumny! Najbardziej pokojowymi, szczerymi, najbardziej uczciwymi ludźmi są Białorusini.

Odbiorcy wskazywali także na jawne użycie linii melodycznej pochodzącej z utworów radzieckiego rockmana Wiktora Coja. 

## Osiągnięcia
Utwór uzyskał uwagę słuchaczy w serwisach streamingowych:
- Singel w Apple Music zajął kolejno 76. na Litwie, 93. w Mołdawii, 80. w Rosji, 20. na Ukrainie[17], 44. na Łotwie, 41. na Białorusi i 28. w Estonii[18];
- W serwisie Yandex Music zajął 10. miejsce w kategorii najczęściej odtwarzanych utworów od 18 do 25 sierpnia 2020 roku[19];
- W serwisie Spotify na ukraińskiej liście Top 200 utwór zajął 55. miejsce[20], z kolei na rosyjskiej liście najwyższe miejsce, które zanotował utwór to 84[21];
- Zajął także 75. pozycję na irlandzkiej liście iTunes[17].

## Notowania
| Kraj | Notowanie (2020)             | Najwyższa pozycja |
| ---- | ---------------------------- | ----------------- |
| WNP  | Tophit All Media Weekly Hits | 878               |
| WNP  | Tophit Radio Weekly Hits     | 969               |

## Lista utworów
1. „В последний раз” – 3:15[23]

## Historia wydania
| Obszar     | Data             | Format                      | Wersja   | Wytwórnia     | Przypis       |
| ---------- | ---------------- | --------------------------- | -------- | ------------- | ------------- |
| Cały świat | 21 sierpnia 2020 | digital download, streaming | oryginał | Kaufman Label | [ 23 ] [ 24 ] |